# 画角情報 (テレビ放送)
画角情報（がかくじょうほう）とはデジタルテレビ放送における放送信号に付される識別制御情報の一つである。実際の運用としては主にハイビジョン放送用信号で用いられ、4:3画面アスペクト比への変更表示を自動識別するための付加情報。映像信号フォーマット全体の画面アスペクト比を示す値とは別なもの。技術書・解説書などでは「パンベクトル」として表現されている 。「画角情報」・「パンベクトル」いずれも同じものを示す。

## 概要
デジタルテレビ放送には、ハイビジョン用放送信号（HD映像信号）と従来解像度放送用（SD(標準画質映像)映像信号）がある。HD放送用の信号には、サイマル放送の兼ね合いと過去のアナログ放送向けに作製された映像ライブラリの番組をHD放送信号に変換（アップコンバート放送）する都合で全体の映像自体は16:9サイズであるが実際の動画部分が4:3サイズのみとなっている（ピラーボックス (映像技術)を参照）放送信号が存在する。このような放送番組をデジタル放送受信対応の4:3サイズのテレビ画面で表示する場合は、本来は4:3サイズの動画部分のみを画面全体に表示する必要がある。このような動画部分が16:9の画面全体になっているHD放送信号（16:9/1080i⇒1920×1080または1440×1080にスクイーズ記録された映像フォーマット）と、動画部分が4:3サイズ分しかない信号の表示をテレビ側が自動で切替制御するための情報を画角情報と呼んでいる。画角情報は映像フォーマットの規定に定められているアスペクト比とは別の情報として定義されている（HD映像信号フォーマットのアスペクト比は常に16:9になっている）。デジタル放送の開始により、対応4:3テレビで視聴による額縁放送の存在が認知され、それに伴い同時に画角情報の認知度も広がったがもともとは従来からワイドサイズ映像フォーマットからのノーマルサイズ映像切り出し表示用パンスキャン情報やパンスキャン信号として用いられてきたものである。
このように動画部分が4:3サイズのHD映像信号に放送局側が4:3画角情報を付与していない場合、それを4:3画面サイズのテレビで視聴すると額縁放送と呼ばれる現象（ウィンドウボックス表示）が発生する（ワイド画面テレビでは画角情報の有無に限らず表示状態は全く同じピラーボックス状態になる）。現状では、民放のBS・CSデジタル放送や地上デジタル放送では4:3画面向けのHD信号に4:3画角情報をつけていないものが多い。4:3画角情報を標準的に実装している局は、東京の放送局ではTBSテレビ（CS・TBSチャンネル1のみ）、フジテレビ（CS・フジテレビワンツーネクスト全チャンネル）、WOWOW、スターチャンネル、アニマックス（BS236ch）、BSスカパー!などで、その他ではBS-i（現・BS-TBS）もかつては標準実装をしていたが2007年4月以後、BS日テレは2008年10月に、NHK総合・Eテレ・BS1（現在は原則サイドパネル（番組名・初回放送年を記載）をつけて放送）でも2010年代半ばに廃止した。BS朝日も長らく行っていたが、こちらも事実上廃止となった。また、放送大学も地上デジタル放送開始当初は4:3画角情報を標準的に実装していたが、既に廃止（時期は不明）されており、BSデジタル放送では開始当初から4:3画角情報をつけていない。在京キー局以外では岐阜放送、三重テレビ他、唯一テレ玉だけがデジタル開局翌日のみ全てのソースに4:3画角情報をつけて放送した実績がある。4:3画角情報付加による放送では視聴時の超額縁表示による違和感や機器操作の利便性の低下、煩雑性を緩和できる効果が期待できる。
尚、画角情報が付いていないピラーボックス状の4:3サイズ映像のHD信号の場合でも受信機に手動のズーム機能・パンスキャン機能・サイドカット機能など（名称が異なるがいずれも同一機能）がある場合は4:3画面への拡大表示は可能になる（画角情報による自動制御と同じ表示制御の効果が得られる）。

## EPG情報での表示
デジタル放送用受信機では放送番組の信号情報をEPG（電子番組ガイド）から取得して表示させる機能を持つものが殆んどである。画角情報の有無はEPG情報上には明示されてはいないが、EPG上の映像信号情報からその有無を判断できる場合がある。但しEPG情報の入力は人間の手作業が介在する関係で、実際の放送信号の内容とは異なる場合（虚偽記載・誤入力など）も確認されている。
EPGで表示されている映像信号情報は代表的な例として
- 16:9/1080i（16:9/1125i）
- 4:3/1080i（4:3/1125i）
- 16:9/480i（16:9/525i）
- 4:3/480i（4:3/525i）

などのような表記がされているが、「16:9」や「4:3」などの画面サイズを表している部分（「1080」や「480」は映像の解像度情報で、「1080」はHDTV、「480」はSDTVであることを表している。「i」は走査方式を表しインタレース方式であることを示している）の表示基準が現状では曖昧になっていて信号フォーマットのアスペクト比を表しているのか、画面全体の中の動画が表示されている部分の画面サイズを表しているのか、放送局でも番組により異なることが確認されている（EPG情報の提供業者や器機、機種によって多少事情が異なる）。
民放各局の場合、実際の4:3画面サイズのテレビでの視聴ではアップコンバートによる放送番組の多くが額縁放送であるのにEPG上では「16:9/1080i」の番組と「4:3/1080i」の番組が混在した状態で表記されている場合がある。一方EPG上では「16:9/1080i」となっている番組でも画角情報により4:3画面サイズへのパンスキャン表示が行われるものがある。このように民放の場合は、EPG情報上から画角情報の有無を断定することは困難な状態になっている。
NHKの各チャンネル（地上波・BSを含む）の場合は番組内に4:3サイズの映像が一部挿入されている場合を除きアップコンバートにより動画部が4:3サイズになっているHD映像信号には必ず画角情報が付けられていて、EPG上でもそれらは必ず「4:3/1080i」の表記に統一されている。つまりNHKではEPG上の映像信号情報の画面サイズ（「16:9」や「4:3」）は画角情報の有り／無しと絡める事で「動画部の適正画面表示サイズ」として捉えて運用されていて、「4:3/1080i」の映像信号情報は「画角情報有り」と同義となっている。なお、BSではBSプレミアムにおいて画角情報の付加が行なわれている。

## 番組・映像の表示中における画角の変更
4:3画面サイズテレビでは、4:3画角情報により4:3表示を行なうという事は画面の解像度を本来の1080iから480iに変更して4:3表示を行なう。テレビ側のスペックや機能によっては搭載画面モニターがハイビジョン用解像度になっている場合は解像度を切り替えての表示ではなくハイビジョン解像度のままで左右の余白パネル部のみをカットするパンスキャン方式で行なう事も技術的には可能だが、現状では多くの機種では4:3画面表示は480i解像度に切り替えて表示する方式になっている。解像度が変化すると画面制御技術上の関係で画面表示が一瞬乱れてしまう。従ってCMと番組（あるいは隣接する2つの番組）で表示解像度が異なる場合には、4:3画角情報を付加する事で番組の冒頭が一瞬乱れてしまう現象になる。因みにNHKではHD信号での4:3画角情報の有り無し、あるいはSD信号での画面アスペクト比の異なる信号の間、（2004年8月から総合・教育テレビで、2006年11月22日よりBS2で、同年11月24日よりBS1で実施）一時的に（いきなりではなくフェードアウトで）画面を黒くする事でこの現象の影響を回避している。但し地上波の場合は東京キー局送出信号と各ローカル局送出信号との間の切換時は単純にテレビ側の解像度切換の画面の乱れとは異なる現象になるため、画面の乱れが回避しきれない場合もある。
なお、この処置は画角情報の付加による画面切り替え制御時の他にも以下の画面同士の切り替え時にも挿入される。
- アナログ放送
  - 標準映像（4:3）⇔と16:9サイズ映像を挿入した4:3レターボックス
  - 標準映像（4:3）⇔14:9サイズ映像を挿入した4:3レターボックス
- 16:9サイズ映像を挿入した4:3レターボックス⇔14:9サイズ映像を挿入した4:3レターボックス
- デジタル放送
  - ワイド映像（16:9）⇔4:3サイズのアップコンバート映像（16:9）

但し、教育テレビの放送開始前のアナログ放送においての画角切り替え試験やアナログ放送で16：9または14：9で放送されているときに災害・地震・津波などの緊急報道があった場合は即座に標準映像の4:3サイズに戻されるため黒画面の挿入は行われていない（BSプレミアムのアナログ放送はサイズ切換でも黒画面の挿入は行なわれていない）。

## 画角情報の確認方法
画角情報の有り／無しを受信する側で正確に確認するには、受信した信号を特殊な業務用機器を使用して解析するしかない。ここでは一般家庭でテレビやモニタの視聴上で確認できる方法という観点で記述する。

### 標準画面サイズ型テレビ・モニタ

#### デジタル放送チューナー非搭載型
- デジタル放送対応型単体チューナーと当該テレビ・モニタをD1・S端子・RCAコンポジットのいずれかで接続した上で、デジタル放送対応型チューナー側の出力先（接続先）テレビ・モニタ設定を標準画面サイズ（4:3型）向けにする[6]。
- 放送・表示されている映像がハイビジョンフォーマット信号（1080フォーマットの映像信号・放送信号）であるにもかかわらず標準画質の4:3サイズ映像として表示されている場合は画角情報有りのハイビジョンフォーマット信号[7]。

#### デジタル放送チューナー内蔵（搭載）型
放送・表示されている映像がハイビジョンフォーマット信号（1080フォーマットの映像信号・放送信号）であるにもかかわらず標準画質の4:3サイズ映像として表示されている場合は画角情報有りのハイビジョンフォーマット信号。

### ワイド型テレビ・モニタ
ワイド型画面への表示を前提にしているハイビジョンフォーマット信号（1080フォーマットの映像信号・放送信号）はワイド型のテレビやモニタでは画角情報の有り／無しによる違いは出ないため、表示状態による確認は不可能になる。